# Szatmári Tibor
Szatmári Tibor, született Izsák Tibor (Budapest, 1894. szeptember 23. – Budapest, 1942. november 12.) magyar zongoraművész.

## Élete
Szatmári (Izsák) Jenő/Jakab (1864–1906) Szatmárnémetiből származó posta- és távirdatiszt és Lederer Malvina fia, vallása izraelita. Apai nagyszülei Izsák Sámuel és Klein Pepi voltak.
A budapesti Zeneakadémián, Szendy Árpádnál tanult. 1924-től a Nemzeti Zenedében, az 1920-as évek végétől pedig a budapesti Fodor Zeneiskolában tanított. Több neves tanítványa volt. 1925-ben Temesváron koncertezett, Radu Urlăţianu méltató sorokat írt róla. Külföldön is járt koncertutakon több alkalommal, Egyiptomban is fellépett. Elsősorban Schumann műveit tolmácsolta.
1929. július 4-én Budapesten házasságot kötött a nála öt évvel fiatalabb, római katolikus vallású dr. Altai Magdolna Mária orvossal, Altai Ruben Rezső és Gomperz Margit lányával.
Halálát szívverőér-rögösödés, szívizomelfajulás okozta.